# أولاد الطلحة (صنهاجة)
أولاد الطلحة هو دُوَّار يقع بجماعة مزم صنهاجة، إقليم قلعة السراغنة، جهة مراكش آسفي في المملكة المغربية. ينتمي الدوّار لمشيخة صنهاجة التي تضم 21 دوار. يقدر عدد سكانه بـ 117 نسمة حسب الإحصاء الرسمي للسكان والسكنى لسنة 2004.

## روابط خارجية
- البوابة الوطنية للجماعات الترابية
- المندوبية السامية للتخطيط